# Font (pénznem)
A font egy angliai eredetű valutaegységnév, eredetileg egy font súlyú  ezüstnek az értékét jelentette.
Ma a kifejezés számos valutára vonatkozhat. Leggyakrabban az Egyesült Királyságban és tartozékain használatosra szoktak gondolni. A maiakon kívül számos, ma már használaton kívüli pénznemnek is ez volt a neve.

## Jelenlegi valuták

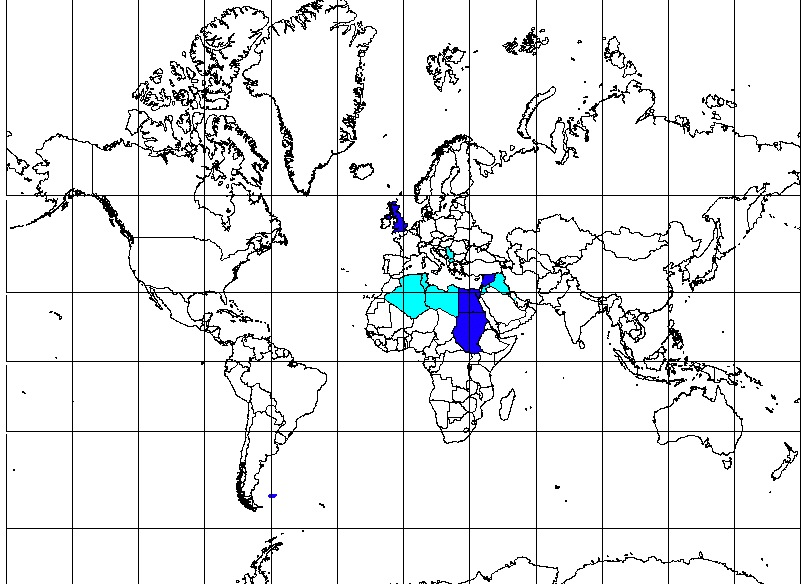
Azon országok, ahol a hivatalos pénznek font a neve

- Font sterling (GBP, ezt jelöli a font jel: "£"). Az Egyesült Királyság, ennek függőségei (Man-sziget, a Csatorna-szigetekhez tartozó Jersey és Guernsey grófságok, valamint az ország tengerentúli területei, Déli-Georgia és Déli-Sandwich-szigetek, Brit Antarktiszi Terület és a Brit Indiai-óceáni Terület.[2][3][4] Lásd még man-szigeti font, Jersey-i font, Guernsey-i font és Alderney-i font.
- Olyan valuták, melyeket paritásosan lehet átváltani font sterlingre, a Brit tengerentúli területek külön pénznemei:
  - Szent Ilona-i font Szent Ilonán, az Ascension-szigeten és Tristan da Cunha területén használható;
  - Falkland-szigeteki font a Falkland-szigeteken;
  - Gibraltári font Gibraltáron.
- Más, fontnak nevezett valuták:
  - Egyiptomi font
  - Libanoni font
  - Szudáni font
  - Szír font

## Történelmi valuták
- Angolszász font (angolszász Anglia)
- Ausztrál font (1966-ig használták, ekkor vezették be az ausztrál dollárt). Az ausztrál fontot használták a Gilbert és Ellice szigeteken, Nauruban, az Új-Hebridákon és Pápuán és Új-Guineán. 1977-ben az Új-Hebridákon a hebridai frank váltotta fel.
- Bahamai font (1966-ig, ekkor váltotta fel a bahamai dollár)
- Bermudai font (1970-ig, ekkor váltotta fel a bermudai dollár)
- Biafrani font (1968 és 1970, között, ekkor váltotta fel a nigériai font)
- Brit nyugat-afrikai font
  - Brit Kamerunban 1961-ben váltotta fel a CFA frank
  - Gambiában 1968-ban váltotta fel a gambiai font
  - Ghánában 1958-ban a ghánai font váltotta fel
  - Libériában 1943-ban az amerikai dollár váltotta fel
  - Nigériában 1958-ban váltotta fel a nigériai font
  - Sierra Leone-ban, 1964-ben váltotta fel a leone
- Ciprusi font (Ciprus és az Akrotiri és Dhekelia, 2008. január 1-jén váltotta fel az euró)
- dél-afrikai font (1961-ig, ekkor váltotta fel a dél-afrikai rand). Szintén ez volt a fizetőeszköz Basutoföldön, Becsuánaföldön, Délnyugat-Afrikában és Szváziföldön.
- Dél-rodéziai font
- Délnyugat-afrikai font
- Fidzsi font (1969-ig, ekkor váltotta fel a fidzsi dollár)
- Gambiai font (1968 és 1971 között, mikor a dalasi váltotta fel)
- Ghánai font (1958 és 1965 között, ekkor váltotta fel a cedi)
- Ír font (írül: Punt na hÉireann) (2002-ig, ekkor váltotta fel az euró.)
- Izraeli font, más néven izraeli líra (1980-ig, ekkor váltotta fel a sékel)
- Jamaikai font (1968-ig, ekkor váltotta fel a jamaicai dollár). Eddig az ideig a jamaicai fontot használták a Kajmán-szigeteken valamint a Turks- és Caicos-szigeteken is.
- Jordán font; Lásd: palesztin font.
- Kanadai font (1859-ig, ekkor váltotta fel a kanadai dollár
- Líbiai font (1971-ig, ekkor váltotta fel a líbiai dinár)
- Malawi font (1964 és 1970 között, ekkor váltotta fel a malawi kwacha)
- Máltai font (1972-ig, ekkor váltotta fel a máltai líra, mely helyett 2008. január 1-jétől eurót használnak.)
- New Brunswick-i font
- Nigériai font (1958 és 1973 között, ekkor váltotta fel a nigériai naira)
- Nyugat-indiai font (1949-ig, ekkor vette át a helyét a kelet-karibi dollár)
- Nyugat-szamoai font
- Óceániai font (Kiribati, Nauru, Új-Guinea, Salamon-szigetek és Tuvalu)
- Palesztin font (helyébe az izraeli font lépett; jordán fontként is használták, ezt a posztot a jordániai dinár vette át)
- Prince Edward-szigeteki font
- rodéziai font (Rodéziában 1970-ig, ekkor váltotta fel a rodéziai dollár; Nyasszaföldön 1964-ig, ekkor váltotta fel a malawi font; Észak-Rodéziában szintén 1964, itt ekkor a zambiai font lépett a helyébe)
- rodéziai és nyasszaföldi font
- Skót font (az 1707-es egyesülésig)
- Salamon-szigeteki font
- szamoai font (1914–1920 Új-Zéland katonai kormányának átmeneti pénze. 1920–1959 között az ország kormányának közigazgatása (kincstári jegyek) 1960–1963 között pedig a Bank of Western Samoa bocsátotta ki. 1967-ben a tala ($) váltotta fel.)
- Szudáni font (1992-ig és 2007 januárja óta)
- Tongai font (1921–1966 között Tonga kormányzata által kibocsátott kincstárjegyek. 1967-ben felváltotta a pa'anga ($))
- Transzváli font
- Újfundlandi font (1865-ig, ekkor váltotta fel az újfundlandi dollár)
- új-guineai font
- új-zélandi font (1967-ig, ekkor váltotta fel az új-zélandi dollár). Szintén ezt használták a Cook-szigeteken és a Pitcairn-szigeteken.
- Új-skóciai font (1860-ig, ekkor váltotta fel az új-skóciai dollár)
- Zambiai font (1964 és 1968 között, ekkor lépett a helyébe a Zambiai kwacha)

### A volt brit amerikai gyarmatok valutái
Az összeset az amerikai dollár váltotta fel. 
- Connecticuti font (Connecticut)
- Delaware-i font (Delaware)
- Georgiai font (Georgia)
- Marylandi font (Maryland)
- Massachusettsi font (Massachusetts)
- New Hampshire-i font (New Hampshire)
- New Jersey-i font (New Jersey)
- New York-i font (New York)
- Észak-Karolina-i font (Észak-Karolina)
- Pennsylvaniai font (Pennsylvania)
- Rhode Island-i font (Rhode Island)
- Dél-Karolina-i font (Dél-Karolina)
- Virginiai font (Virginia)

## Fordítás
- Ez a szócikk részben vagy egészben  a   Pound (currency) című angol Wikipédia-szócikk ezen változatának fordításán alapul.  Az eredeti cikk szerkesztőit annak laptörténete sorolja fel. Ez a jelzés csupán a megfogalmazás eredetét és a szerzői jogokat jelzi, nem szolgál a cikkben szereplő információk forrásmegjelöléseként.